# Bernd Hilger
Bernd Hilger ist ein früherer deutscher Skeletonsportler.
Bernd Hilger gehörte gegen Ende der 1980er Jahre zu den besten deutschen Skeletonpiloten. Er gehörte zu den frühen Teilnehmern am Skeleton-Weltcup. Er nahm an der Skeleton-Weltmeisterschaft 1990 in Königssee teil und wurde 15. National wurde er 1988 hinter Manfred Markl und Richard Baumann, 1989 hinter Markl und Jochen Reiter Dritter der Deutschen Meisterschaften. Bei Bayerischen Meisterschaften wurde Hilger 1989 hinter Markl Zweiter.